# Annica Tiger
Maud Annica Tiger (förnamnet även stavat Annika), född 14 oktober 1953 i Överluleå församling, död 3 januari 2016 i Sollentuna distrikt, var en svensk internetpionjär och folkbildare inom HTML, huvudsakligen aktiv 1996–2001 och då omskriven i svensk branschpress.
Hon skrev Dagbok på nätet från 1997 och var därmed en av Sveriges första bloggare. Hon arbetade även som produktutvecklare med inriktning mot internet under 1990-talet.

## Biografi
Annica Tiger gick ut grundskolan utan betyg i många ämnen. Efter att prövat olika arbeten läste hon in tvåårig teknisk linje på Komvux. Senare kom hon att arbeta inom IT och programmering. Hon antog sin mors flicknamn Tiger efter sin andra skilsmässa.

## HTML-guide
Tiger skapade och publicerade 1996 en nybörjarguide (webbadressen var atiger.pp.se) med introduktion till exempelvis HTML, CSS och Java.  Vid den tiden hade hon bara haft en dator i ett år men hade börjat utforska internet tidigt. När hon ville skapa sin egen hemsida hittade hon ingen användbar information och skrev därför själv en guide som med tiden blev mycket populär.

## Näthat
Under sent 1990-tal var hon även engagerad i frågor som rörde nättrakasserier. Hat och hot via e-post gjorde att Tiger tappade intresset och slutade vara aktiv på Internet, för att 2004 helt sluta göra hemsidor.

## Död
Annika Tiger avled 3 januari 2016 efter att en tid ha levt med lungsjukdomen KOL.

## Eftermäle
År 2005 utsågs Tigers blogg till Sveriges sjunde bästa av Internetworld i en omröstning baserad på läsarnas åsikter. Hon listades av Expressen 2006 på plats 15 i en lista över de hetaste namnen i mediasverige.

### Arkivering
Tigers webbsidor arkiverades 2016 som en del av Internetmuseum.se. Allt material är fortsatt synligt och sökbart på webben då materialet donerades av hennes efterlevande.